# Eybtal bei Geislingen
Das FFH-Gebiet Eybtal bei Geislingen ist ein im Jahr 2005 durch das Regierungspräsidium Stuttgart nach der Richtlinie 92/43/EWG (Fauna-Flora-Habitat-Richtlinie) angemeldetes Schutzgebiet (Schutzgebietskennung DE-7324-341) im deutschen Bundesland Baden-Württemberg. Mit Verordnung des Regierungspräsidiums Stuttgart zur Festlegung der Gebiete von gemeinschaftlicher Bedeutung vom 30. Oktober 2018 (in Kraft getreten am 11. Januar 2019), wurde das Schutzgebiet ausgewiesen.

## Lage
Das 1835,7 Hektar große Schutzgebiet gehört zu den Naturräumen 094-Mittlere Kuppenalb und 096-Albuch und Härtsfeld innerhalb der naturräumlichen Haupteinheit 09-Schwäbische Alb.
Das FFH-Gebiet liegt östlich von Geislingen an der Steige auf der Markung von vier Städten und Gemeinden:
- Böhmenkirch: 477,275 ha = 26 %
- Donzdorf: 18,3567 ha = 1 %
- Geislingen an der Steige: 1303,3281 ha = 71 %
- Kuchen: 36,7134 ha = 2 %

## Beschreibung und Schutzzweck
Es handelt sich um das tief eingeschnittene Tal der Eyb mit schluchtartigen Seitentälern und angrenzenden Hochflächen mit Kalk-Buchenwäldern sowie um Hanglagen mit Buchenwäldern und Kalk-Magerrasen.
Im Gebiet befinden sich 65 Höhlen, darunter mit dem Mordloch die drittlängste Karsthöhle der Schwäbischen Alb.

### Lebensraumklassen
(allgemeine Merkmale des Gebiets) (prozentualer Anteil der Gesamtfläche)
Angaben gemäß Standard-Datenbogen aus dem Amtsblatt der Europäischen Union
|                                                               |                                                               |  |      |      |
| N06 – Binnengewässer (stehend und fließend)                   | N06 – Binnengewässer (stehend und fließend)                   |  | 1 %  | 1 %  |
| N09 – Trockenrasen, Steppen                                   | N09 – Trockenrasen, Steppen                                   |  | 5 %  | 5 %  |
| N10 – Feuchtes und mesophiles Grünland                        | N10 – Feuchtes und mesophiles Grünland                        |  | 7 %  | 7 %  |
| N16 – Laubwald                                                | N16 – Laubwald                                                |  | 67 % | 67 % |
| N19 – Mischwald                                               | N19 – Mischwald                                               |  | 18 % | 18 % |
| N22 – Binnenlandfelsen, Geröll- und Schutthalden, Sandflächen | N22 – Binnenlandfelsen, Geröll- und Schutthalden, Sandflächen |  | 1 %  | 1 %  |
| N23 – Sonstiges (einschl. Städte, Dörfer, Straßen)            | N23 – Sonstiges (einschl. Städte, Dörfer, Straßen)            |  | 1 %  | 1 %  |
|                                                               |                                                               |  |      |      |

### Lebensraumtypen
Gemäß Anlage 1 der Verordnung des Regierungspräsidiums Stuttgart zur Festlegung der Gebiete von gemeinschaftlicher Bedeutung (FFH-Verordnung) vom 12. Oktober 2018 kommen folgende Lebensraumtypen nach Anhang I der FFH-Richtlinie im Gebiet vor:
| EU Code | Lebensraumtyp (offizielle Bezeichnung)                                        | Kurzbezeichnung                      | Hektar |
| ------- | ----------------------------------------------------------------------------- | ------------------------------------ | ------ |
| 5130    | Formationen von Juniperus communis aufKalkheiden und -rasen                   | Wacholderheiden                      | 1,00   |
| 6110    | Lückige basophile oder Kalk-Pionierrasen (Alysso-Sedion albi)                 | Kalk-Pionierrasen                    | 3,00   |
| 6210    | Naturnahe Kalktrockenrasen und deren Verbuschungsstadien (Festuco-Brometalia) | Kalk-Magerrasen                      | 1,72   |
| 6430    | Feuchte Hochstaudenfluren der planaren und montanen bis alpinen Stufe         | Feuchte Hochstaudenfluren            | 0,80   |
| 6510    | Magere Flachland-Mähwiesen (Alopecurus pratensis, Sanguisorbaofficinalis)     | Magere Flachland-Mähwiesen           | 10,00  |
| 7220    | Kalktuffquellen (Cratoneurion)                                                | Kalktuffquellen                      | 0,50   |
| 8160    | Kalkhaltige Schutthalden der collinen bismontanen Stufe Mitteleuropas         | Kalkschutthalden                     | 0,30   |
| 8210    | Kalkfelsen mit Felsspaltenvegetation                                          | Kalkfelsen mit Felsspaltenvegetation | 3,15   |
| 8310    | Nicht touristisch erschlossene Höhlen                                         | Höhlen                               | 0,001  |
| 9130    | Waldmeister-Buchenwald (Asperulo-Fagetum)                                     | Waldmeister-Buchenwald               | 872,70 |
| 9150    | Mitteleuropäischer Orchideen-Kalk-Buchenwald (Cephalanthero-Fagion)           | Orchideen-Buchenwälder               | 171,10 |
| 9170    | Labkraut-Eichen-Hainbuchenwald Galio-Carpinetum                               | Labkraut-Eichen-Hainbuchenwald       | 5,90   |
| 9180    | Schlucht- und Hangmischwälder Tilio-Acerion                                   | Schlucht- und Hangmischwälder        | 80,70  |

### Zusammenhängende Schutzgebiete
Das FFH-Gebiet ist zusammenhängend, es berührt keine Landschaftsschutzgebiete. Große Teile liegen im Vogelschutzgebiet 7422-441 Mittlere Schwäbische Alb. Im Gebiet liegt das  Naturschutzgebiet Nr. 1212 Eybtal mit Teilen des Längen- und Rohrachtales.